# Новая Зардама
Новая Зардама — село в Петровск-Забайкальском районе Забайкальского края России. Входит в состав Сельского поселения «Песчанское».

## География
Село находится в юго-западной части района, на левом берегу реки Хилок, на расстоянии примерно 66 километров (по прямой) к юго-западу от города Петровска-Забайкальского. Абсолютная высота — 651 метр над уровнем моря.
Климат
Климат характеризуется как резко континентальный, с продолжительной морозной зимой и коротким тёплым летом. Среднегодовая температура воздуха составляет −8,2 °С. Средняя многолетняя температура самого холодного месяца (января) составляет −27 — −26 °С (абсолютный минимум — −55 °С), температура самого тёплого (июля) — 16 — 17 °С (абсолютный максимум — 38 °С). Безморозный период длится в течение 60 — 80 дней. Среднегодовое количество осадков — 400 мм.
Часовой пояс
Село Новая Зардама находится в часовой зоне МСК+6. Смещение применяемого времени относительно UTC составляет +9:00.

## Население
| 1989 | 2002 | 2010 | 2021 |
| ---- | ---- | ---- | ---- |
| 122  | ↗149 | ↘121 | ↘103 |

Половой состав
По данным Всероссийской переписи населения 2010 года в гендерной структуре населения мужчины составляли 57,9 %, женщины — соответственно 42,1 %.
Национальный состав
Согласно результатам переписи 2002 года, в национальной структуре населения русские составляли 99 % из 149 чел.

## Инфраструктура
В селе функционируют дом культуры и фельдшерско-акушерский пункт.

## Улицы
Уличная сеть села состоит из четырёх улиц.